# عبد الله بن محمد النشاروي
عفيف الدين عبد الله بن محمد بن محمد بن سليمان النيسابوري الأصل ثم المكي المعروف بـ النشاوري، (705 هـ - 790 هـ)، عالم مسلم، ومُحدث، من شيوخ ابن حجر العسقلاني، ومن شيوخ سبط ابن العجمي أيضًا.

## سيرته
ولد سنة خمس وسبعمائة، وسمع من الرضي الطبري، وأجاز له أخوه الصفيّ، سمع منه ابن حجر العسقلاني صحيح البخاري بمكة، وهو أول شيخ سمع عليه الحديث. وتفرد عن الرضي بسماع الثقفيات، حضر إلى القاهرة في أواخر عمره، وحدّث بها، ثم رجع إلى مكة، توفي في ذي الحجة سنة 790 هـ، اختلط قبل موته بسنتين اختلاطًا خفيفًا، ودفن بالمعلى من مكة.